# 六甲砂防事務所
六甲砂防事務所（ろっこうさぼうじむしょ）は、国土交通省近畿地方整備局の出先機関のひとつ。兵庫県南東部に位置する六甲山系の砂防事業を担当している。

## 事業
六甲山系では、川は山から海への距離が短く梅雨時などの大雨により流量が一気に増えやすく、花崗岩質の山は風化で崩れやすいなど、土砂災害の起こりやすい要因が重なっており、対策ならびに危険回避への大規模な事業が必要とされてきた。
- 砂防えん堤524基(平成23年3月末現在)　土石流を止め、土砂の流出を調節抑制する
- 渓流保全工27ヶ所(平成23年3月末現在)
- 山腹工49ヶ所(平成23年3月末現在)[2]

そのほか
- 荒れた山への植林
- 土砂災害危険箇所・危険度の公表周知
- 警戒避難体制整備
- 環境整備

など

## 所在地
国土交通省 近畿地方整備局  六甲砂防事務所
- 〒658-0052 兵庫県神戸市東灘区住吉東町3-13-15 [3]
- 最寄り駅　阪神電鉄　住吉駅。同駅と、住吉駅 (JR西日本・神戸新交通) （現地に詳しくないと国道2号横断に多少手間取る）と、神戸新交通魚崎駅（同駅と繋がっている阪神魚崎駅は少し遠方）のほぼ中央に位置する。

## 略年表
- 1895年（明治28年）、兵庫県が東六甲の砂防工事に着手（逆瀬川、仁川、塩谷川、大多田川）[4]
- 1897年（明治30年）現在の砂防法が成立（「治水三法」のひとつ）

1938年-1950年 阪神大水害からの復興
- 1938年（昭和13年）7月、阪神大水害
- 1938年（昭和13年）8月、阪神大水害の発生をうけて、六甲山系が直轄施工区域に指定される[5]
- 1938年（昭和13年）9月21日、内務省六甲砂防事業所（現六甲砂防事務所）開設。直轄で、砂防工事と河川改修工事を担当[6]。事業区域は表六甲の主要河川15本および裏六甲3河川の流域[4][7]
- 1939年（昭和14年）7月、水害復興第一砂防事務所と水害復興第二砂防事務所に分かれる[7]
- 1943年（昭和18年）4月1日、統合して六甲山系砂防工事事務所となる（六十年史 p.491）
- 1948年（昭和23年）9月1日、六甲工事事務所となる（六甲山系砂防工事事務所、水害復興第一工事事務所、水害復興第二工事事務所が統合）[7]

1951年-1966年 砂防対策工事に特化
- 1951年（昭和26年）4月13日、河川改修事業の直轄施工廃止（中小河川改良工事は県へ所管替）[7]
- 1957年（昭和32年）4月1日、「六甲砂防工事事務所」と改称。
- 1958年（昭和33年）、「地すべり等防止法」の制定。
- 1961年、昭和32年豪雨
- 昭和14年度からは、国が直接砂防工事

1967年-1983年 都市の砂防
- 1967年、昭和42年7月豪雨
- 1969年（昭和44年）「急傾斜地の崩壊による災害の防止に関する法律」制定。
- 1973年（昭和48年）、砂防堰堤数が200基に達する。

1984年-1994年 総合対策
- 1984年（昭和59年）からは、総合土石流対策モデル事業のモデル地区に指定される。
- 1989年（平成元年）、総合土砂災害対策モデル事業へと拡充。
- 1995年（平成7年）阪神・淡路大震災（兵庫県南部地震）で、六甲山系でも山腹崩壊や亀裂が発生。緊急対策工事が行われる（-1998年度）

1995年- 震災からの復興と対策
- 1995年（平成7年）から、六甲山系グリーンベルト整備事業[8]
- 2003年（平成15年）4月、六甲砂防事務所に名称変更[9]

## 刊行物
- 六甲砂防工事事務所『六甲三十年史』六甲砂防工事事務所　1974年（昭和 49 年）3月
- 六甲砂防工事事務所『六甲砂防六十年史　1939-1999』六甲砂防工事事務所　平成13年3月